# Emma Lung
Emma Lung (Sídney, Nueva Gales del Sur; 12 de enero de 1982) es una actriz australiana, conocida por haber interpretado a Claudia en Stranded.

## Biografía
Es hija de padre mitad chino y madre franco-escocesa.
En 2009 comenzó a salir con el director Henry Zalapa. La pareja se comprometió en 2012, se casaron en enero de 2013 y en noviembre de 2014 anunciaron que estaban esperando a su primer bebé. El 5 de abril de 2015 nació el primer hijo de la pareja, Marlowe Zalapa.

## Carrera
En 2004 se unió al elenco de la serie The Cooks, donde interpretó a la camarera argentina Carmelita hasta 2005, después de que la serie fuera cancelada. En 2007 apareció como invitada en la serie norteamericana Entourage, donde interpretó a Heather, una amiga de Eric Murphy (Kevin Connolly). En 2009 apareció en series como My Place y en Rescue Special Ops, donde dio vida a Chelsea Clarke.
En 2012 se unió al elenco principal de la serie The Straits, donde interpretó a Lola Montebello, la esposa codiciosa de Gary Montebello (Firass Dirani) hasta el final de la primera temporada luego de que Lola apareciera muerta. En 2013 se unió al elenco principal de la serie Wonderland, donde interpretó a Colette Riger-Duffy, hasta el final de la serie en 2015.

## Filmografía

### Series de televisión
| Año         | Serie              | Personaje      | Notas                        |
| ----------- | ------------------ | -------------- | ---------------------------- |
| 2016        | Rake               | Carmen         | episodio # 4.8               |
| 2013 - 2015 | Wonderland         | Colette Riger  | 44 episodios                 |
| 2012        | The Straits        | Lola Motebello | 10 episodios                 |
| 2009        | My Place           | Bridie         | 2 episodios                  |
| 2009        | Rescue Special Ops | Chelsea Clarke | episodio "Fire in the Cross" |
| 2007        | Entourage          | Heather        | episodio "The Day Fuckers"   |
| 2004 - 2005 | The Cooks          | Carmelita      | 13 episodios                 |
| 2004        | All Saints         | April Sutton   | episodio "On the Brink"      |
| 2003        | White Collar Blue  | Andrea         | episodio # 1.20              |

### Películas
| Año  | Película                | Personaje                | Notas |
| ---- | ----------------------- | ------------------------ | --- |
| 2014 | Submerged               | Claire                   | corto - junto a Ingrid Kleinig y Charlie Clausen                                                                    |
| 2013 | Compulsion              | Sophie                   | corto - junto a Henry Nixon y Leigh Scully                                                                          |
| 2012 | Crave                   | Virginia                 | junto a Josh Lawson, Ron Perlman, Christopher Stapleton y Richard Speight Jr.                                       |
| 2011 | Deserted                | Joven                    | corto - junto a Matthew Le Nevez                                                                                    |
| 2009 | The Boys Are Back       | Mia                      | junto a Clive Owen, Emma Booth, Laura Fraser, Chris Haywood, Erik Thomson, Lewis Fitz-Gerald y Nathan Page          |
| 2009 | Triangle                | Heather                  | junto a Melissa George, Jack Taylor, Michael Dorman, Henry Nixon, Rachael Carpani y Liam Hemsworth                  |
| 2009 | Crush                   | Anna                     | junto a Christopher Egan, Brooke Harman, Christian Clark y Gemma Pranita                                            |
| 2008 | The Verdict             | Fiona                    | junto a Mädchen Amick, Noah Bean, Chris Beetem y Jennifer Butler                                                    |
| 2008 | The Gates of Hell       | Anna                     | junto a Michael Piccirilli, Samantha Noble, Christian Clark, Bradley Tomlinson y Amy Beckwith                       |
| 2007 | The Heist               | Claudia                  | corto - junto a Quentin Bults, Aileen Ellis y Toby Schmitz                                                          |
| 2007 | Katoomba                | Mel                      | corto - junto a Ewen Leslie, Claire van der Boom, Kieran Darcy-Smith, Michael Dorman, Anthony Phelan y Rohan Nichol |
| 2007 | What They Don't Know    | Narrador                 | junto a Nadia Townsend, Matthew Le Nevez, Isabella Cascarano y Ashley Lyons                                         |
| 2007 | The Jammed              | Crystal                  | junto a Saskia Burmeister, Dennis Coard, Veronica Sywak, Sun Park y Grant Cartwright                                |
| 2006 | 48 Shades               | Naomi                    | junto a Richard Wilson, Robin McLeavy, Nicholas Donaldson y Victoria Thaine                                         |
| 2006 | Footy Legends           | Jasmyne                  | junto a Angus Sampson, Lisa Saggers, Brett MacDouall y Claudia Karvan                                               |
| 2006 | Stranded                | Claudia                  | junto a Emily Browning, Robert Morgan, David Hoflin, Nicky Wendt, Ross Thompson y Kodi Smit-McPhee                  |
| 2005 | Two Minutes to Midnight | Claire                   | corto - junto a Don Bridges, Tom Gaffney y Charlie Pickering                                                        |
| 2005 | House of Wax            | Jennifer (Sin Acreditar) | junto a Elisha Cuthbert, Jared Padalecki y Damon Herriman                                                           |
| 2004 | Peaches                 | Brian                    | junto a Hugo Weaving, Jacqueline McKenzie, Matthew Le Nevez y Samantha Healy                                        |
| 2003 | Temptation              | Carmelita                | junto a Essie Davis, Colin Friels, Toby Schmitz, Nicholas Brown, Adam Tuominen y Simon Westaway                     |
| 2003 | Ned                     | Cindy                    | junto a Felix Williamson, Abe Forsythe, Damon Herriman, Josef Ber, Drew Forsythe, Michala Banas y Ryan Johnson      |
| 2003 | The Extreme Team        | Kelly                    | junto a Jeremy Kewley, Eric Mabius, Bai Ling, Chris Pratt, Alan Dale y Rupert Reid                                  |
| 2002 | Garage Days             | Niñero de Freddy         | junto a Kick Gurry, Pia Miranda, Brett Stiller, Andy Anderson, Marton Csokas, Holly Brisley y Matthew Le Nevez      |
| 2002 | Superfire               | Angie                    | junto a D.B. Sweeney, Diane Farr, Chad Donella, Craig McLachlan, John Noble y Ellen Muth                            |

### Videos musicales
| Año  | Artista | Canción      | Notas                        |
| ---- | ------- | ------------ | ---------------------------- |
| 2002 | Shihad  | "Comfort Me" | apareció en el video musical |

## Premios y nominaciones
| Año  | Categoría                                                                                         | Premio                         | Película   | Resultado |
| ---- | ------------------------------------------------------------------------------------------------- | ------------------------------ | ---------- | --------- |
| 2008 | Best Lead Actress                                                                                 | AFI Award                      | The Jammed | Nominada  |
| 2007 | Best Acting Ensemble: Feature (junto a Robert Morgan, Emily Browning, David Hoflin y Nicky Wendt) | Ashland Independent Film Award | Stranded   | Ganadora  |
| 2007 | Most Outstanding New Talent                                                                       | Graham Kennedy Award           | Stranded   | Ganadora  |
| 2006 | Outstanding Achievement in Short Film Screen Craft                                                | AFI Award                      | Stranded   | Ganadora  |
| 2006 | Best Actress                                                                                      | Magnolia Award                 | Stranded   | Ganadora  |